# Дзонгрі (футбольний клуб)
Дзонгрі (англ. Dzongree Football Club) — бутанський футбольний клуб з міста Тхімпху, який виступає у Лізі Тхімпху. Найбільшого успіху в історії клуб досяг 2003 року, коли став срібним призером А-Дивізіону, проте протягом більшої частини власної історії команда була або середняком А-Дивізіону, або ж виступала в Б-Дивізіоні.

## Історія
Вперше «Дзонгрі» згажується як учасник чемпіонатів Бутану в 2003 році, коли команда фінішувала на другому місці, поступившись чемпіонським званням «Друкполу», який того сезону не зазнав жодної поразки. Єдиним відомим результатом «Дзонгрі» сезону 2003 року сталі перемога з рахунком 5:2 над «Друк Юнайтед».
Результати наступного сезону клубу невідомі, оскільки збереглися дані лише про 4 найсильніші клуби, в 2005 році команда фінішувала в нижній частині чемпіонату. У тому сезоні з 12 зіграних матчів команда здобула 2 перемоги, решту поєдинків — програла. Згідно з наявними даними, «Дзонгрі» та передостання команда А-Дивізіону, «Рідзунг Клаб», повинні були грати плей-оф за право збереження свого місця в А-Дивізіоні проти двох найкращих клубів Б-Дивізіону, «Чоден» та «Рукіз». Проте будь-які дані про ці матчі відсутні.
Інформація про сезон 2006 року дуже обмежена, тому неможливо з'ясувати результати минулорічного плей-оф для «Дзонгрі», щоб мати можливість стверджувати, що команда зберегла своє місце в чемпіонаті або понизилася в класі, проте відомо, що вони точно не брали участі в А-Дивізіоні 2007 й також не виступали в плей-оф Б-Дивізіону за право підвищитися в класі. Насправді, за відомою інформацією, можна стверджувати, що «Дзонгрі» не виступали в А-Дивізіоні аж до 2012 року. Цей сезон став доволі посереднім для команди, оскільки з 9-и матчів вони виграла лише три й посіла 4-е місце, через що не змогла поборотися за право виходу в Прем'єр-лігу 2012/13.
У наступному сезоні команда виступила дещо краще. Незважаючи на три перемоги й одну нічию (з 8-и матчах) та 4 поразки, цього виявмлося достатнім, щоб посісти 3-е місце сереж 5-и команд та вперше у власній історії вийти до Національного чемпіонату. Незважаючи на максимальну самовіддачі в еліті бутанського футболу команда зіграл не дуже вдало — посіла передостаннє 5-е місце (дві перемоги та 1 нічия у 10-и матчах), — випередивши лише «Пхунчолінг Юнайтед». У цьому сезоні «Дзонгрі» підписав легіонера. Нігерієць Чичі приєднався до клубу за програмою обміну з Нігерійською футбольною академією, що є рідкістю для Бутану, зокрема, враховуючи суворі закони про імміграцію до Бутану, де отримати візи для будь-якого іноземного гравця дуже важко. Чичі забивав у кожній грі, в якій виходив на поле, і, на думку журналістів, він відіграв важливу роль для «Дзонгрі» в завоюванні путівки до Прем'єр-ліги.
2014 рік також став для клубу невдалим сезоном, оскільки він не зумів кваліфікуватися до Національної ліги. Команда фінішувала п'ятою серел семи команд-учасниць. Вони виграли лише три поєдинки, ще тричі зіграли внічию, а також відзначилися 12-а голів у всіх десяти матчах, що є найнижчим показником серед найближчих команд-конкурентів.

## Досягнення
- А-Дивізіон
  -  Срібний призер (1): 2003[1]